# Dicoma galpinii
Dicoma galpinii là một loài thực vật có hoa trong họ Cúc. Loài này được F.C.Wilson mô tả khoa học đầu tiên năm 1923.